# 陳君宜 (台灣軍事人物)
陳君宜（1973年—），生於台灣高雄岡山，中華民國空軍上校，是中華民國空軍史上第一位女性戰鬥機飛行員，目前擔任空軍官校督察室主任。

## 飛行生涯
陳君宜出生在高雄岡山的空軍眷村，出身外省人家庭。其父親曾擔任海軍陸戰隊中校教官，叔叔也是一名空軍飛行員。她在求學時期對飛行產生了興趣，並決定成為空軍飛行員。然而，父母都希望她在五專畢業後能成為空姐；陳君宜於是瞞著家人報考了軍校，並在空姐面試上故意不回答問題使自己不被錄取。
最終，陳君宜考上了空軍軍官學校飛行專業軍官班第三期。這期總共錄取了15人，只有她和另一位學員順利完成。陳君宜原來在運輸組接受訓練，後來轉到戰鬥組受訓。
在完成500小時的戰鬥機飛行鑑定後，陳君宜成為中華民國第一位女性戰鬥機飛行員。2011年，她成為空軍中首位飛行AT-3自強號高級教練-輕攻擊機超過1,000小時的女飛行員。漢翔航空工業為此向相關飛行員頒發了飛行時數證書、榮譽臂章和AT-3模型，以表彰他們的貢獻。
在退出戰鬥機駕駛行列後，轉至空軍官校飛行安全教育訓練中心擔任主任，並支援飛行教學教官